# Плебановка (Тернопольская область)
Плебановка (укр. Плебанівка) — село в Теребовлянской городской общине Тернопольского района Тернопольской области Украины.
До 2020 года входило в Теребовлянский район.
Население по переписи 2021 года составляло 1124 человека. Занимает площадь 3,539 км². Почтовый индекс — 48177. Телефонный код — 3551.